# 多梅尼科·菲奥拉万蒂
多梅尼科·菲奥拉万蒂（義大利語：Domenico Fioravanti，1977年5月31日—）是一位意大利前男子游泳运动员，主攻蛙泳。

## 生平
1977年生于诺瓦拉，曾在2000年夏季奥运会上获得100米蛙泳和200米蛙泳金牌。